# Eric Kitolano
Eric Kitolano (Uvira, 1997. szeptember 2. –) norvég korosztályos válogatott labdarúgó, a Molde középpályása.

## Pályafutása

### Klubcsapatokban
Kitolano a kongói Uvira városában született. Az ifjúsági pályafutását a Gulset csapatában kezdte, majd az Odd akadémiájánál folytatta.
2013-ban mutatkozott be a Gulset felnőtt keretében. 2014-ben az Odd, majd 2017-ben a Notodden szerződtette. 2018-ban az Ullensaker/Kisához igazolt. 2020. január 9-én szerződést kötött a másodosztályú Tromsø együttesével. Először a 2020. július 3-ai, Raufoss ellen 1–0-ra megnyert mérkőzés félidejében, Magnus Andersen cseréjeként lépett pályára. Első gólját 2020. július 13-án, a Strømmen ellen hazai pályán 1–0-ás győzelemmel zárult találkozón szerezte meg. A 2020-as szezonban feljutottak az első osztályba. 2023. január 8-án a címvédő Moldéhoz írt alá.

### A válogatottban
Kitolano 2015-ben tagja volt a norvég U18-as válogatottnak.

## Statisztikák
2023. augusztus 2. szerint
| Klub            | Szezon   | Osztály     | Bajnokság | Bajnokság | Kupa  | Kupa | Nemzetközi | Nemzetközi | Összesen | Összesen |
| Klub            | Szezon   | Osztály     | Meccs     | Gól       | Meccs | Gól  | Meccs      | Gól        | Meccs    | Gól      |
| --------------- | -------- | ----------- | --------- | --------- | ----- | ---- | ---------- | ---------- | -------- | -------- |
| Ullensaker/Kisa | 2018     | OBOS-ligaen | 31        | 2         | 3     | 1    | —          | —          | 34       | 3        |
| Ullensaker/Kisa | 2019     | OBOS-ligaen | 30        | 4         | 2     | 1    | —          | —          | 32       | 5        |
| Ullensaker/Kisa | Összesen | Összesen    | 61        | 6         | 5     | 2    | 0          | 0          | 66       | 8        |
| Tromsø          | 2020     | OBOS-ligaen | 28        | 11        | 0     | 0    | —          | —          | 28       | 11       |
| Tromsø          | 2021     | Eliteserien | 28        | 4         | 1     | 0    | —          | —          | 29       | 4        |
| Tromsø          | 2022     | Eliteserien | 29        | 13        | 2     | 3    | —          | —          | 31       | 16       |
| Tromsø          | Összesen | Összesen    | 85        | 28        | 3     | 3    | 0          | 0          | 88       | 31       |
| Molde           | 2023     | Eliteserien | 11        | 4         | 5     | 2    | 2          | 0          | 18       | 6        |
| Összesen        | Összesen | Összesen    | 157       | 38        | 13    | 7    | 2          | 0          | 172      | 45       |

## Sikerei, díjai
Tromsø
- OBOS-ligaen
  - Feljutó (1): 2020